# Верейский уезд
Вере́йский уе́зд — административная единица в составе Московской губернии, существовавшая до 1922 года. Центр — город Верея.

## География
Верейский уезд располагался в юго-западной части Московской губернии, занимал около 2000 кв. км. Поверхность уезда волниста, в особенности на водоразделе Москвы и Оки. Почва иловатая с примесью песка и глины, местами песчаная и глинистая. Реки уезда были судоходны. Река Москва течёт по северной границе, Протва течёт на юго-западе уезда. Берега местами круты и возвышенны, особенно около Вереи. Из других рек более замечательны: Нара, пересекающая уезд в середине, берега которой низменны и болотисты, Пахра с Десной и Исьма. Болот много в восточной части.

## Население
- 1897 — 54,1 тыс. чел. (в том числе русские — 99,6 %)[1]

## История
Верейский уезд известен со средних веков.   
По духовной грамоте Дмитрия Донского 1388 года местности, позднее вошедшие в состав уезда,  отходили к его сыновьям — Андрею Можайскому (Верея, Глинеск, Числов, Рудь, Крапивна?, Заберег) и Юрию Галицкому   (Вышегород и село Косицкое).   
Юридически был оформлен во время административной реформы Екатерины II в 1781 году. 
В 1859—1865 годах уездным предводителем дворянства был князь А. А. Щербатов, он участвовал здесь в проведении крестьянской реформы 1861 года.
В 1922 году был упразднён, его территория отошла к Можайскому уезду. В 1929 году был образован Верейский район Московской области, ныне упразднённый.

## Административное деление
В 1917 году в состав уезда входили 8 волостей: Богородская (1-й стан), Вышегородская (1-й стан), Кубинская (2-й стан), Петровская (2-й стан), Рудневская (2-й стан), Смолинская (1-й стан), Ташировская (2-й стан) и Шелковская (1-й стан).
В 1918 году Петровская, Рудневская и Ташировская волости были переданы в новый Наро-Фоминский уезд.

## Уездные предводители дворянства
| Время службы | Имя                                | Титул, чин, звание        |
| ------------ | ---------------------------------- | ------------------------- |
| 1782—1794    | Гурьев Александр Григорьевич       | гвардии секунд-майор      |
| 1794—1797    | Щербатов Григорий Алексеевич       | князь, майор              |
| 1797—1801    | Смирнов Дмитрий Петрович           | гвардии капитан           |
| 1801—1804    | Панов Василий Николаевич           | подполковник              |
| 1804—1814    | Вельяминов-Зернов Фёдор Михайлович | надворный советник        |
| 1814—1823    | Оболенский Дмитрий Николаевич      | князь, полковник          |
| 1823—1826    | Свешников Николай Иванович         | майор                     |
| 1826—1829    | Апухтин Владимир Петрович          | флота капитан-лейтенант   |
| 1829—1832    | Калашников Александр Иванович      | полковник                 |
| 1832—1838    | Свешников Николай Иванович         | майор                     |
| 1838—1841    | Шереметев Николай Алексеевич       | граф, титулярный советник |
| 1841—1853    | Татищев Алексей Александрович      | поручик                   |
| 1853—1856    | Воейков Пётр Петрович              | гвардии полковник         |
| 1856—1859    | Павлов Николай Николаевич          | коллежский асессор        |
| 1859—1865    | Щербатов Александр Алексеевич      | князь, гвардии поручик    |
| 1865—1869    | Мещерский Александр Васильевич     | князь, полковник          |
| 1869—1873    | Мейнике Пётр Иванович              | майор                     |
| 1873—1878    | Шлиппе Владимир Карлович           | коллежский асессор        |
| 1878—1881    | Шлиппе Александр Карлович          | коллежский регистратор    |
| 1881—1887    | Шлиппе Владимир Карлович           | статский советник         |
| 1887—1909    | Шлиппе Александр Карлович          | коллежский асессор        |
| 1909—1917    | Шлиппе Карл Владимирович           | надворный советник        |

## Карты
| Сборный лист военно топографической карты Московской губернии 1860 г. Масштаб: 2 версты в дюйме (1 см-840м). | Сборный лист военно топографической карты Московской губернии 1860 г. Масштаб: 2 версты в дюйме (1 см-840м). | Сборный лист военно топографической карты Московской губернии 1860 г. Масштаб: 2 версты в дюйме (1 см-840м). | Сборный лист военно топографической карты Московской губернии 1860 г. Масштаб: 2 версты в дюйме (1 см-840м). | Сборный лист военно топографической карты Московской губернии 1860 г. Масштаб: 2 версты в дюйме (1 см-840м). | Сборный лист военно топографической карты Московской губернии 1860 г. Масштаб: 2 версты в дюйме (1 см-840м). | Сборный лист военно топографической карты Московской губернии 1860 г. Масштаб: 2 версты в дюйме (1 см-840м). | Сборный лист военно топографической карты Московской губернии 1860 г. Масштаб: 2 версты в дюйме (1 см-840м). | Сборный лист военно топографической карты Московской губернии 1860 г. Масштаб: 2 версты в дюйме (1 см-840м). | Сборный лист военно топографической карты Московской губернии 1860 г. Масштаб: 2 версты в дюйме (1 см-840м). | Сборный лист военно топографической карты Московской губернии 1860 г. Масштаб: 2 версты в дюйме (1 см-840м). | Сборный лист военно топографической карты Московской губернии 1860 г. Масштаб: 2 версты в дюйме (1 см-840м). | Сборный лист военно топографической карты Московской губернии 1860 г. Масштаб: 2 версты в дюйме (1 см-840м). |
| --- | --- | --- | --- | --- | --- | --- | --- | --- | --- | --- | --- | --- |
| (При нажатии на необходимый лист будет осуществлён переход на соответствующую карту.)                        | | | | | | | | | | | | |